# Baron Gladwyn

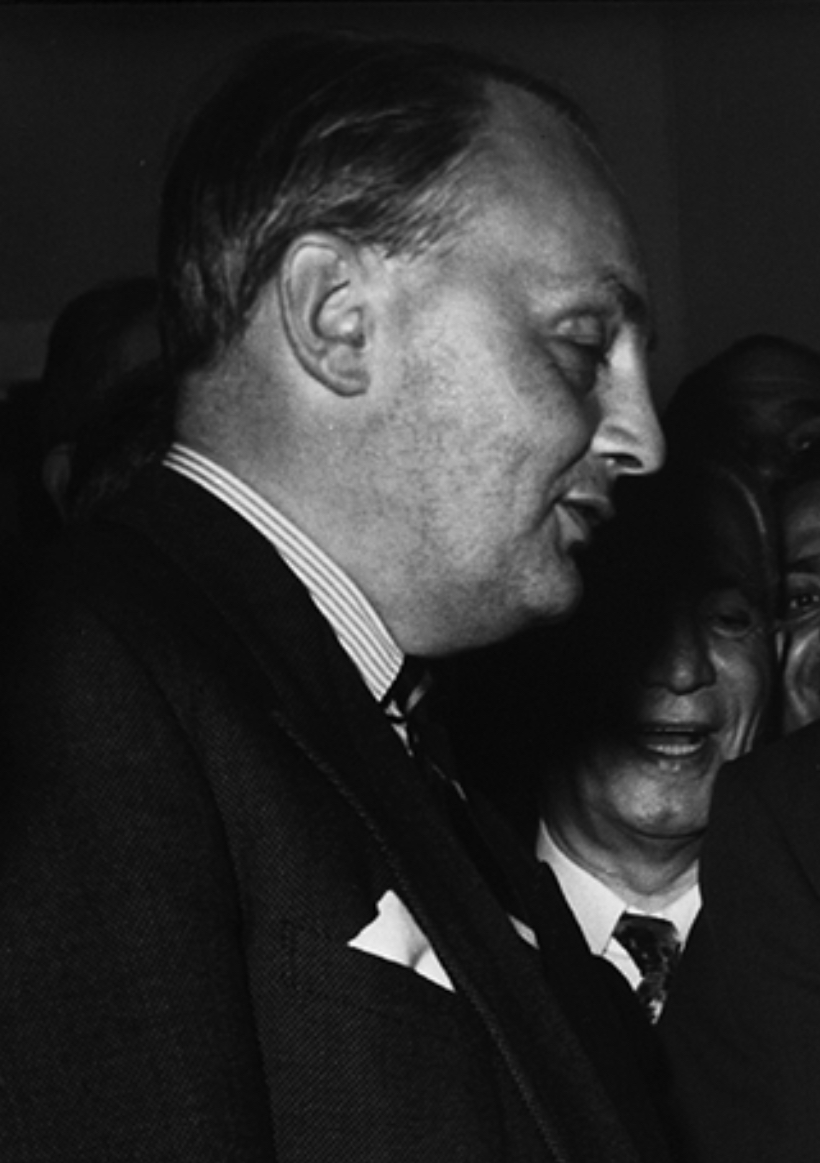
Sir Gladwyn Jebb, um 1951

Baron Gladwyn, of Bramfield in the County of Suffolk, war ein erblicher britischer Adelstitel in der Peerage of the United Kingdom. 
Der Titel wurde am 12. April 1960 für den Diplomaten Sir Gladwyn Jebb geschaffen. Er erlosch beim kinderlosen Tod seines einzigen Sohnes, des 2. Barons, am 15. August 2017.

## Liste der Barone Gladwyn (1960)
- Hubert Miles Gladwyn Jebb, 1. Baron Gladwyn (1900–1996)
- Miles Alvery Gladwyn Jebb, 2. Baron Gladwyn (1930–2017)